# Hertha Feiler
[[Imagem:Fotothek df roe-neg 0000041 001 Hertha Feiler und Heinz Rühmann.jpg|thumb|Hertha Feiler andando com Heinz Rühmann
Hertha Feiler (Viena, 3 de agosto de 1917 – 2 de novembro de 1970) foi uma atriz austríaca. Ela foi casada com o comediante Heinz Rühmann, com quem ela atuou em vários filmes.

## Filmografia selecionada
- All Lies (1938)
- Woman in the River (1939)
- Happiness is the Main Thing (1941)
- Rembrandt (1942)
- A Salzburg Comedy (1943)
- Quax in Afrika (1947)
- Charley's Aunt (1956)
- Vienna, City of My Dreams (1957)